# Касьян, Алексей Сергеевич
Алексе́й Серге́евич Касья́н (род. 29 февраля 1976, Москва, РСФСР, СССР) — российский учёный-лингвист, хеттолог, один из основных российских специалистов по сравнительно-историческому языкознанию. Доктор филологических наук (2015). Популяризатор науки. Общественный деятель. 

## Биография
В 1998 году окончил факультет теоретической и прикладной лингвистики РГГУ, в 2002 году окончил там же аспирантуру.
В 2002—2016 годах — преподаватель хеттского и хурритского языков в Институте восточных языков РГГУ.
В 2008 году в РГГУ под научным руководством члена-корреспондента РАН, доктора филологических наук, профессора В. А. Дыбо защитил диссертацию на соискание ученой степени кандидата филологических наук по теме «Памятники хеттского языка: орфография, фонетика, лексика, текстология» (специальность 10.02.20 — сравнительно-историческое, типологическое и сопоставительное языкознание); официальные оппоненты — доктор филологических наук В. В. Шеворошкин и кандидат филологических наук А. В. Шацков; ведущая организация — Институт языкознания РАН.
В 2011—2020 годы — старший научный сотрудник сектора анатолийских и кельтских языков в Институте языкознания РАН.
C 2014 года — ведущий научный сотрудник Института общественных наук РАНХиГС.
В 2015 году в МГУ имени М. В. Ломоносова защитил диссертацию на соискание ученой степени доктора филологических наук по теме «Клинописные языки Анатолии (хаттский, хуррито-урартские, анатолийские): проблемы этимологии и грамматики» (специальность 10.02.20 — сравнительно-историческое, типологическое и сопоставительное языкознание); научный консультант — академик РАН, доктор филологических наук, профессор В. А. Дыбо; официальные оппоненты — доктор филологических наук Л. С. Баюн, доктор филологических наук С. А. Бурлак и доктор философских наук, профессор В. В. Емельянов; ведущая организация — Институт лингвистических исследований РАН.

## Научная деятельность
Специалист по сравнительно-историческому языкознанию, принадлежит к Московской школе лингвистической компаративистики. Основные направления исследований: теория лингвистической компаративистики, генеалогическая классификация языков мира, вероятностная оценка языкового родства, лексикостатистика, языковые контакты, междисциплинарные проекты с генетиками и археологами по доистории человеческих популяций. Предложил ряд принципиальных изменений в лексикостатистическом аппарате. Работы по генеалогической классификации различных языковых семей и групп (индоевропейские языки, тюркские языки, монгольские языки, тунгусо-маньчжурские языки, нахско-дагестанские языки, хуррито-урартские языки и др.). Редактор базы данных базисной лексики языков мира «Moscow Lexical Database Архивная копия от 11 мая 2022 на Wayback Machine». Среди российских лингвистов имеет один из самых высоких индексов Хирша в системах WoS Архивная копия от 10 мая 2022 на Wayback Machine и Scopus.
По первой лингвистической специальности: хеттолог, специалист по языкам Древней Передней Азии. Работы по синхронному описанию хеттского, хаттского и других клинописных языков, хеттской текстологии, мифологии, издание хеттских текстов.

### Некоторые научные работы
- Hittite funerary ritual: šalliš waštaiš : Alter Orient und Altes Testament. Hittite funerary ritual / A. Kassian, A. Korolëv, A. Sidelʹtsev. — Münster: Ugarit Verlag, 2002. — 288. — 973 p.
- The Swadesh wordlist. An attempt at semantic specification. / A.S. Kassian [et al.] // Journal of Language Relationship. — 2010. — Vol. 4. — P. 46-89.
- Хеттский язык / Касьян А. С., Сидельцев А. В. // Языки мира. Реликтовые индоевропейские языки Передней и Центральной Азии. — М.: Институт языкознания РАН, 2013. — С. 15-75.
- Proto-Indo-European-Uralic comparison from the probabilistic point of view / A. S. Kassian, G. S. Starostin, M. A. Zhivlov // Journal of Indo-European Studies. — 2015. — Vol. 43. — № 3-4. — P. 301—347.
- Genetic heritage of the Balto-Slavic speaking populations: a synthesis of autosomal, mitochondrial and Y-chromosomal data / A. Kushniarevich [et al.] // PLOS ONE. — 2015. — Vol. 10. — № 9. — P. 1-19.
- Towards a formal genealogical classification of the Lezgian languages (North Caucasus): testing various phylogenetic methods on lexical data / A. S. Kassian // PLOS ONE. — 2015. — Vol. 10. — № 2. — P. e0116950.
- Linguistic homoplasy and phylogeny reconstruction. The cases of Lezgian and Tsezic languages (North Caucasus) / A. S. Kassian // Folia Linguistica. — 2017. — Vol. 51. — № s38. — P. 217—262.
- Genetics and Slavic languages / A. Kushniarevich, A. Kassian // Encyclopedia of Slavic languages and linguistics online. ed. M. L. Greenberg. — Brill, 2020.
- Rapid radiation of the Inner Indo-European languages: an advanced approach to Indo-European lexicostatistics / A. S. Kassian [et al.] // Linguistics. — 2021. — Vol. 59. — № 4. — P. 949—979.

### Популяризация науки
Автор различных научно-популярных статей и участник радио - и теле-эфиров по сравнительно-историческому языкознанию и междисциплинарным исследованиям человеческой древности.

### Разработка наборных шрифтов
Как шрифтовой дизайнер сотрудничал со словолитнями Паратайп, Typotheque, Berthold Type Group LLC и др. Кириллизация гарнитур Greta Архивная копия от 26 мая 2022 на Wayback Machine, Fedra Архивная копия от 6 июля 2022 на Wayback Machine, AG Book Extended Архивная копия от 10 мая 2022 на Wayback Machine, Lo-Res Nines Архивная копия от 28 мая 2022 на Wayback Machine и др.

## Общественная деятельность
В 2010 году был организатором волонтёров, участвовавших в тушении лесных пожаров в Центральной России.
С 2010 по 2017 год являлся членом политической партии «Демократический выбор». Состоял в ряде других демократических и консервативно-либеральных политических объединений России.
С 2016 года — автор идеи, сооснователь и один из редакторов «Диссеропедии научных журналов» — совместный проект с «Дисернетом» по каталогизации российских научных журналов, имеющих признаки некорректной редакционной политики.
С 2020 года — один из редакторов (совместно с Amicus curiae и Диссернетом) проекта «Судебные экспертизы» .
В сентябре 2022 года баллотировался в муниципальные депутаты Ломоносовского района г. Москвы. Был выдвинут политической партией «Яблоко», избирательная кампания шла под слоганом «За мир и свободу». По итогам голосования в состав депутатов не прошел, хотя набрал наибольшее число голосов среди независимых и оппозиционных кандидатов района.

### Уголовное преследование
В июне 2018 г. против А. С. Касьяна Следственным комитетом России было возбуждено уголовное дело по части 1 статьи 282 УК РФ (возбуждение ненависти либо вражды), в московской квартире Касьяна был проведён обыск. Касьяну вменялось в вину несколько записей в его блоге в «Живом журнале», таких как слова «...деньги, которые Россия отдаёт в чеченский общак идут в частности на подкуп судей в подобных ситуациях» и др. Одним из лингвистов-экспертов, привлеченных следствием для анализа текстов Касьяна, выступил психолингвист Е. Ф. Тарасов, за год до этого ставший фигурантом Диссернета. В январе 2019 г. Следственный комитет прекратил уголовное дело в связи с отсутствием состава преступления.